# Prakovce
Prakovce (deutsch Prakendorf, ungarisch Prakfalva – bis 1907 Prakfalu) ist eine Gemeinde in der Ostslowakei.

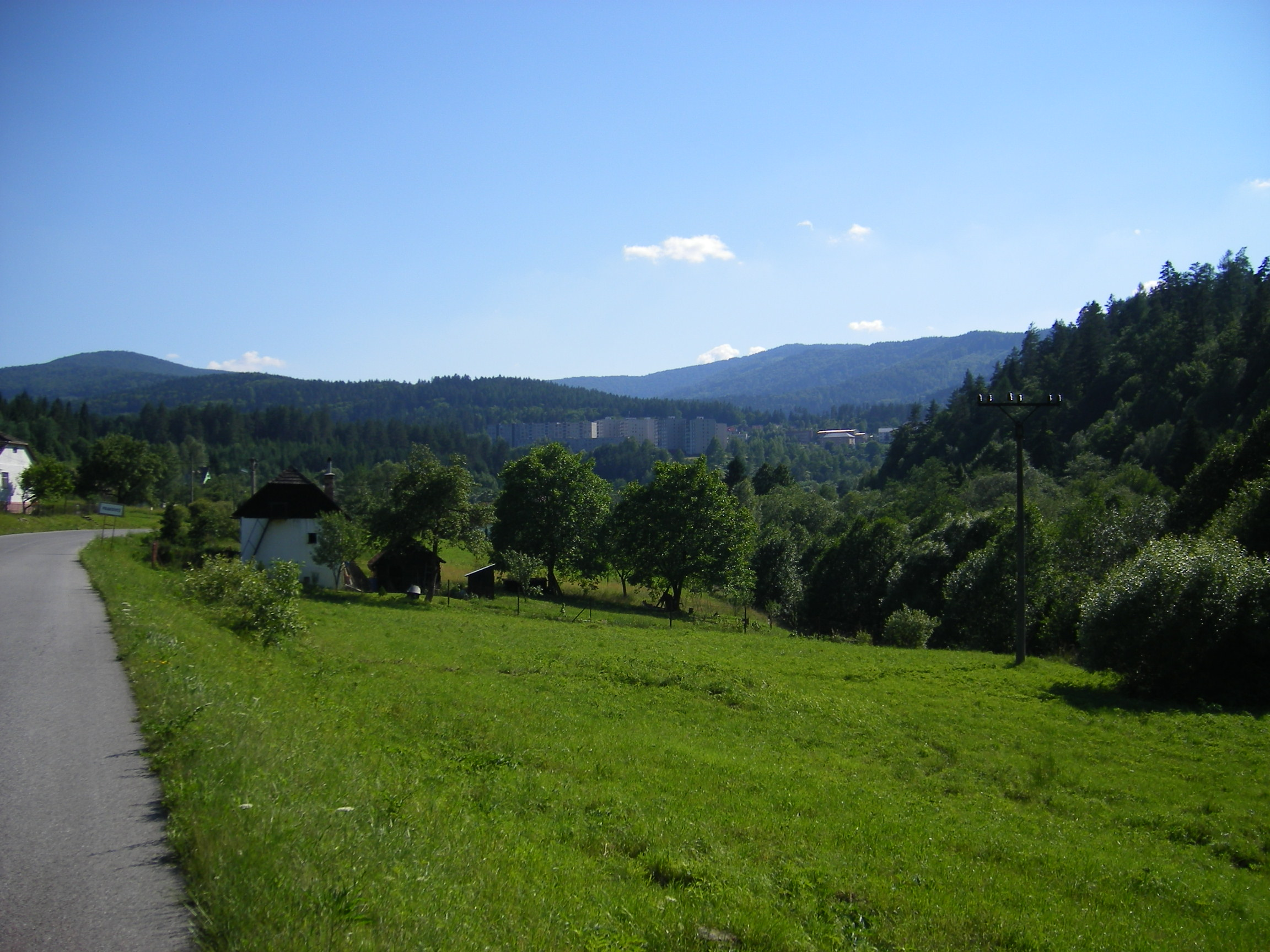
Blick auf den Ort

## Lage
Sie liegt im Slowakischen Erzgebirge im Göllnitztal, 7 km von der Stadt Gelnica entfernt. Der Ort hat eigenen Bahnanschluss an der Bahnstrecke Margecany–Červená Skala.

## Geschichte
Der Ort wurde 1368 erstmals als Villa Prakonis erstmals erwähnt.

## Bevölkerung
| Jahr                | 1994 | 2004    | 2014    | 2024    |
| ------------------- | ---- | ------- | ------- | ------- |
| Anzahl der Personen | 3405 | 3441    | 3342    | 3184    |
| Unterschied         |      | +1,05 % | −2,87 % | −4,72 % |

| Jahr                | 2023 | 2024    |
| ------------------- | ---- | ------- |
| Anzahl der Personen | 3189 | 3184    |
| Unterschied         |      | −0,15 % |

## Persönlichkeiten
- Karl Slover (1918–2011), US-amerikanischer Schauspieler slowakischer Abstammung, geboren 1918 als Karl Kosiczky in Prakfalva.